# ديفيد بارك (رسام)
ديفيد بارك (بالإنجليزية: David Park)‏ هو رسام أمريكي، ولد في 17 مارس 1911 في بوسطن في الولايات المتحدة، وتوفي في 20 سبتمبر 1960 في بيركيلي في الولايات المتحدة بسبب سرطان.